# Nghi Vo
Nghi Vo, född 1981, är en amerikansk roman- och novellförfattare.

## Biografi
Vo föddes i Peoria, Illinois, där hon bodde tills hon påbörjade studier i Urbana-Champaign. Hon är nu bosatt i Milwaukee i Wisconsin.
Vos debutnovell "Gift of Flight" publicerades 2007. År 2020 publicerades hennes The Empress of Salt and Fortune, som vann Hugopriset för bästa kortroman och tilldelades IAFA-Crawford-priset 2021, samt var nominerad till Locuspriset och Ignyte Award. Senare kom uppföljaren When the Tiger Came Down the Mountain. De två kortromanerna utgör The Singing Hills Cycle-serien, i vilken Tor.com har skrivit kontrakt på ytterligare tre. Hennes debutroman The Chosen and the Beautiful, en queer-magisk återberättelse av The Great Gatsby, publicerades 2021 och hennes andra roman Siren Queen, en fantasyroman som utspelar sig i det tidiga Hollywood, utgavs i maj 2022.

### Kortromaner
- The Empress of Salt and Fortune (2020)
- When the Tiger Came Down the Mountain (2020)
- Into the Riverlands (förväntas 2022)

### Romaner
- The Chosen and the Beautiful (2021)
- Siren Queen (2022)